# Guèze
Cet article concerne la langue guèze. Pour l'écriture, voir Alphasyllabaire guèze. Pour la liturgie, voir Rite guèze.
Cette page contient des caractères éthiopiques. En cas de problème, consultez Aide:Unicode ou testez votre navigateur.
Le guèze, ghez ou ge‘ez  (ግዕዝ, ), parfois appelé éthiopien ancien ou classique, est une ancienne langue chamito-sémitique de la famille des langues sémitiques parlée jusqu’au IVe siècle dans la Corne de l’Afrique et originaire des régions du sud de l’Érythrée et du nord de Éthiopie. Le guèze était la langue officielle du royaume d’Aksoum puis de l’empire d’Éthiopie. Selon des analyses anciennes, il serait pour plusieurs langues de la région (dont l’amharique et le tigrigna) ce que le latin est au français, mais il semble aujourd’hui que ce sont en fait des langues sœurs qui ont évolué parallèlement,. Il s’écrit à l’aide d’un alphasyllabaire. Le terme « abouguida », synonyme d’« alphasyllabaire » en est sa traduction en guèze.
Aujourd’hui, le guèze est la langue principale utilisée dans la liturgie de l’Église éthiopienne orthodoxe et de l’Église érythréenne orthodoxe, ainsi que de la communauté juive Beta Israel. Cependant, en Éthiopie, l’amharique (principale lingua franca de l’Éthiopie moderne) et en Érythrée et dans la région du Tigré en Éthiopie, le tigrinya ainsi que d’autres langues peuvent être utilisés pour des sermons.
Le tigrigna et le tigré semblent étroitement liés au guèze, avec au moins quatre configurations différentes proposées. Cependant certains linguistes pensent que le guèze ne constitue pas l’ancêtre commun des langues éthiopiennes modernes, mais plutôt qu’il proviendrait d’une branche qui s’est séparée très tôt d'une ancienne langue hypothétique et qu'il pourrait donc être considéré comme une langue sœur du tigré et du tigrinya. Les plus grands experts éthiopiens comme Amsalu Aklilu soulignent la grande proportion de noms hérités qui sont inchangés et même orthographiés de manière identique à la fois en guèze et en amharique (et, dans une moindre mesure, en tigrinya).

## Histoire et littérature

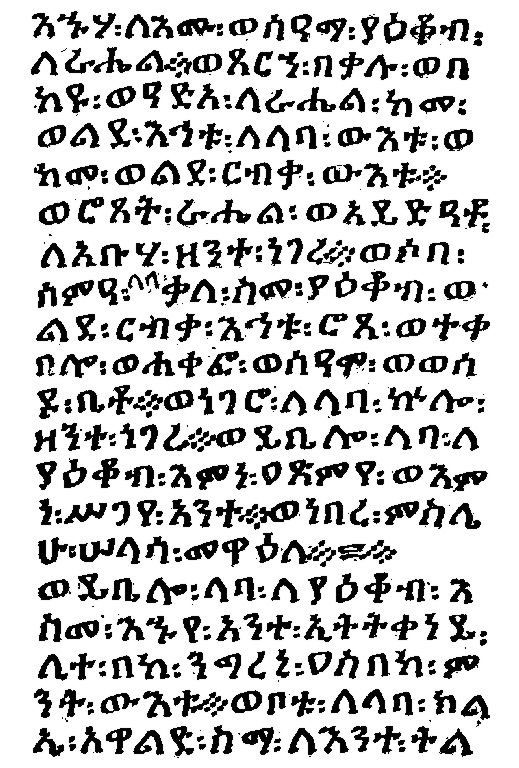
Genèse 29:11-16 en guèze, XVe siècle

Bien que l'on dise souvent que la littérature de guèze est dominée par la Bible, il y a en fait de nombreux textes médiévaux et des premiers temps modernes dans la langue. Par exemple, environ 200 textes ont été écrits sur les saints éthiopiens indigènes du XIVe au XIXe siècle. Cette orientation religieuse de la littérature guèze était le résultat de l'éducation traditionnelle dispensée par des prêtres et des moines.
Cependant de nombreux travaux d'histoire, de chronographie, de droit (ecclésiastique et civil), de philologie, de médecine et de lettres ont également été écrits en guèze.
La collection éthiopienne de la British Library comprend quelque 800 manuscrits datant du XVe au XXe siècle, notamment des manuscrits magiques et divinatoires ainsi que des manuscrits enluminés des XVIe et XVIIe siècles. Le point de départ en fut une donation de 74 codex par la Church Mission Society dans les années 1830 et 1840 et considérablement élargie par 349 codex pillés par les Britanniques à Magdala, l'ancienne capitale de l'empereur Tewodros II, lors de l'expédition britannique en Éthiopie de 1868. Le Metropolitan Museum of Art de New York compte au moins deux manuscrits enluminés en guèze.

Le guèze parmi les langues sémitiques, durant l'Antiquité.

### Origine

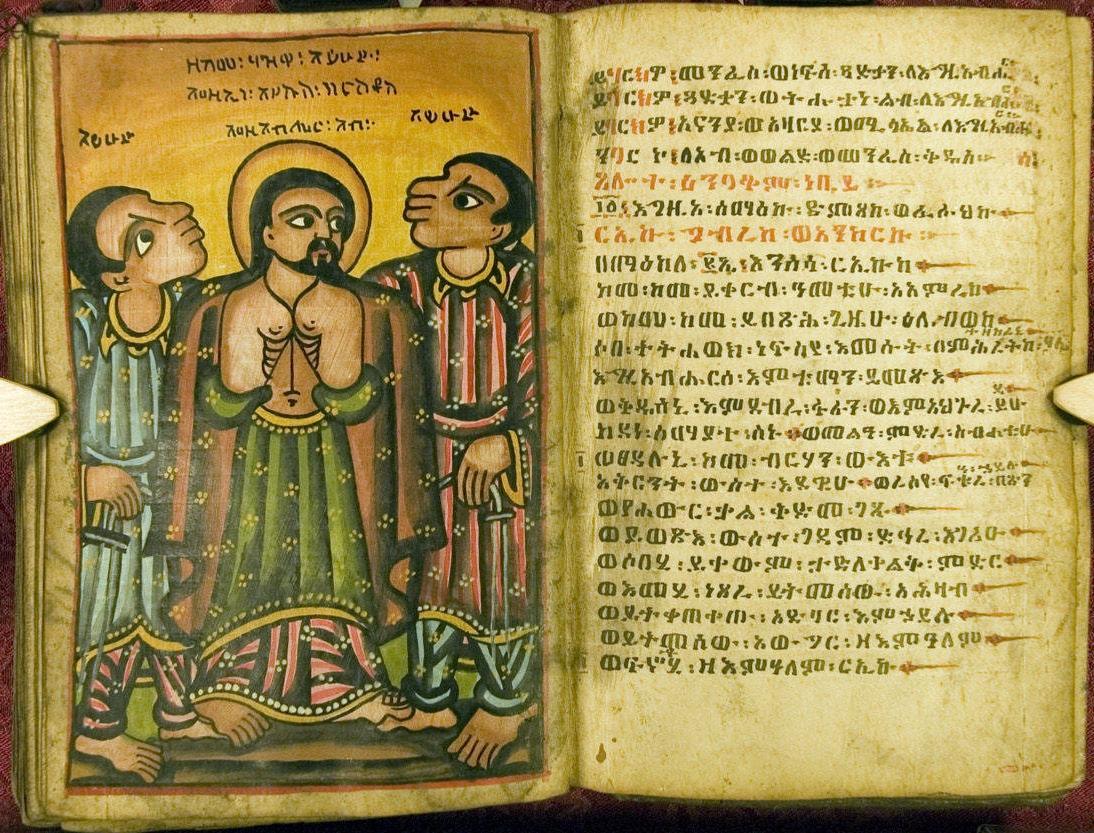
Eliza Codex

Le guèze fait partie du groupe sémitique méridional. Il n'est plus considéré, comme on l'a supposé par le passé, comme une émanation du sabéen. Des preuves linguistiques (non écrites) de langues sémitiques parlées en Érythrée et en Éthiopie vers environ 2000 av. J.-C. montrent qu'il aurait évolué à partir d'un ancien ancêtre proto-éthio-sémitique. Les premiers écrits en guèze apparaissent vers le VIIe siècle av. J.-C. et utilisent un abjad guèze composé uniquement de consonnes, il en subsiste quelques exemples datant du IIIe ou IVe siècle. Parmi ces écrits, il y a le Conflit d'Adam et Ève contre Satan (guèze phonétique, Gadla Adan wa Hewan), un apocryphe vétérotestamentaire paléo-chrétien, le Livre des Jubilés (guèze, Kufale), et le Livre de Hénoc (guèze, Metsahaf Henoc) en version intégrale. Le guèze pouvait s'écrire en boustrophédon, à la façon des inscriptions grecques archaïques. L'alphasyllabaire guèze est développé en ajoutant des traits supplémentaires à chaque consonne pour noter la voyelle suivante, selon un schéma plus ou moins régulier. Cette transformation a lieu vers le IVe siècle de notre ère, c'est à cette époque, sous le règne d'Ezana d'Aksum que se développe la littérature en guèze.

### VeetVIesiècles
Le plus ancien exemple connu d'inscription en guèze se trouve sur l'obélisque Hawulti à Matara, en Érythrée. Le plus ancien manuscrit guèze survivant est censé être l'Évangéliaire de Garima du Ve siècle. Presque tous les textes de cette période Aksoumite sont de nature religieuse (chrétienne). La Bible Éthiopique contient 81 Livres ; 46 de l'Ancien Testament et 35 du Nouveau. Un certain nombre de ces livres sont deutérocanoniques (ou apocryphes selon certains théologiens occidentaux), tels que l'Ascension d'Isaïe, les Jubilés, les Enoch, les Paralipomènes de Baruch, Noé, Esdras, Néhémie, Maccabées et Tobie. Le livre d'Enoch en particulier est remarquable puisque son texte complet n'a survécu dans aucune autre langue. Qerlos, une collection d'écrits christologiques commençant par le traité de Saint Cyril (connu sous le nom de Hamanot Rete'et ou De Recta Fide). Ces œuvres sont le fondement théologique de l'Église éthiopienne. À la fin du Ve siècle, la collection Aksoumite, une vaste sélection de documents liturgiques, théologiques, synodaux et historiques, a été traduit du grec vers le guèze, fournissant un ensemble fondamental d'instructions et de lois pour l'Église éthiopienne en développement. Un autre document religieux important est Ser'ata Paknemis, une traduction des règles monastiques de Pachomius. Parmi les œuvres non religieuses traduites dans cette période figure Physiologus, une œuvre d'histoire naturelle également très populaire en Europe.

### XIIIeetXIVesiècles
Après le déclin des Aksoumites, un long intervalle s'ensuit ; aucun travail n'a survécu qui peut être daté du VIIIe au XIIe siècle. Ce n'est qu'avec l'avènement de la dynastie salomonide vers 1270 que l'on peut trouver des preuves de l'engagement des auteurs dans leurs écrits. Certains auteurs considèrent la période commençant à partir du XIVe siècle comme l'âge d'or réel de la littérature de guèze, bien qu'à cette époque le guèze ne soit plus une langue vivante. S'il est amplement prouvé qu'il a été remplacé par l'amharique au sud et par les langues tigrigna et tigré dans le nord, le guèze est resté en usage comme langue officielle écrite jusqu'au XIXe siècle, avec un statut comparable à celui du latin médiéval en Europe. Les hagiographies importantes de cette période incluent :
- la Gadle Sama'etat : « Actes des Martyrs »
- la Gadle Hawaryat : « Actes des Apôtres »
- le Senkessar ou Synaxarium, traduit par « Le Livre des Saints de l'Église Éthiopienne »

En dehors des œuvres théologiques, les premières chroniques royales contemporaines d'Éthiopie datent du règne d'Amda Seyon Ier (1314-1444). Avec l'apparition des « chansons de la victoire » d'Amda Seyon, cette période marque aussi le début de la littérature amharique. Le Kebra Nagast du XIVe siècle ou « Gloire des Rois » est l'une des œuvres les plus significatives de la littérature éthiopienne, alliant histoire, allégorie et symbolisme dans un récit de l'histoire de la reine de Saba, du roi Salomon et de leur fils Menelik Ier. Un autre travail qui a commencé à prendre forme à cette période est le Mashafa Aksum ou « Livre d'Aksoum ».

### XVeetXVIesiècles

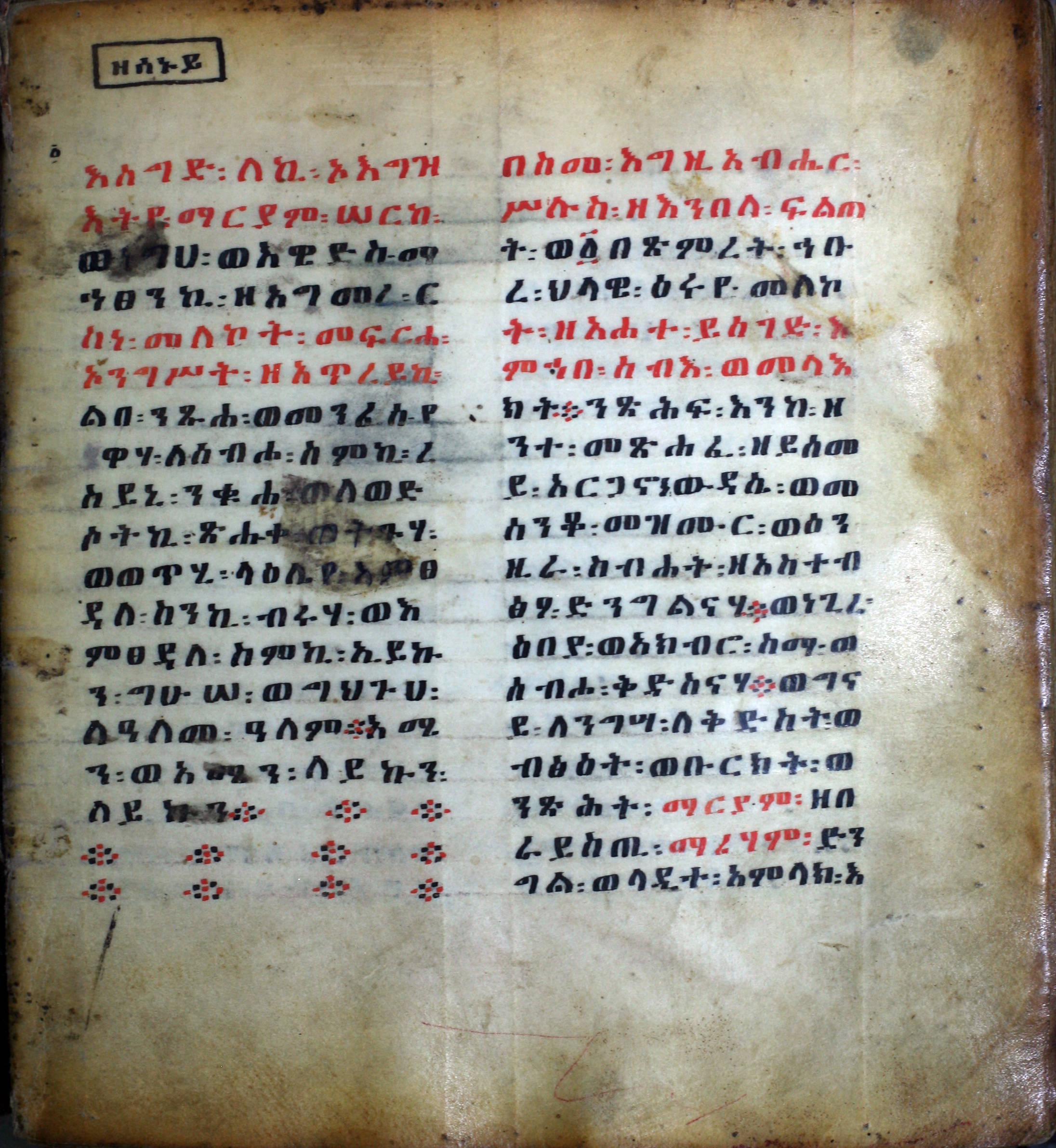
Texte en guèze, issu d'un livre de prière du XVe siècle.

Au début du XVe siècle, Fekkare Iyasus, « L'explication de Jésus » contient la prophétie d'un roi appelé Tewodros, qui a pris de l'importance dans l'Éthiopie du XIXe siècle puisque Tewodros II a choisi ce nom de trône. De nombreuses homélies ont été écrites à cette époque, notamment Retu'a Haimanot (« Vraie Orthodoxie »). L'apparition de la traduction en guèze du Fetha Negest (« Lois des Rois »), daterait de 1450 et serait attribuée à un certain Petros Abda Sayd, elle deviendra plus tard la loi suprême de l'Éthiopie, jusqu'à ce qu'elle soit remplacée par une Constitution moderne en 1931. Au début du XVIe siècle, les invasions islamiques menées par l'imam somali Ahmed Ibn Ibrahim Al-Ghazi mirent fin à l'épanouissement de la littérature éthiopienne. Une lettre d'Abba 'Enbaqom à l'Imam Ahmed, intitulée « Anqasa Amin » (« Porte de la Foi »), expliquant les raisons pour lesquelles il fallait abandonner l'islam, est datée de 1532. Au cours de cette période, des écrivains éthiopiens se sont penchés sur les différences entre l'Éthiopie et l'Église catholique romaine dans des œuvres telles que la Confession de l'empereur Gelawdewos, Sawana Nafs (« Refuge de l'âme »), Fekkare Malakot Haymanote Abaw (« Foi des Pères »). Autour de l'an 1600, un certain nombre d'œuvres ont été traduites de l'arabe en guèze pour la première fois, y compris la Chronique de Jean de Nikiou et l'Histoire universelle de Jirjis ibn al'Amid Abi'l-Wasir (al-Makin).

### Utilisation actuelle du guèze comme langue liturgique
Resté la langue savante de l'Éthiopie jusqu'au XIXe siècle, le guèze disparaît en tant que langue parlée vers le XIVe siècle. Le guèze n'est aujourd'hui plus employé que comme langue liturgique de l'Église éthiopienne orthodoxe, de l'Église érythréenne orthodoxe, des Églises catholiques éthiopienne et érythréenne et de la communauté Beta Israël.

## Système d'écriture
Le guèze est écrit avec l'alphasyllabaire guèze, un système d'écriture qui a été développé à l'origine spécifiquement pour cette langue. Dans les langues qui l'utilisent, comme l'amharique ou le tigrinya, l'écriture s'appelle Fidäl, qui signifie script ou alphabet. Le guèze se lit de gauche à droite. L'alphasyllabaire guèze a été adapté pour écrire d'autres langues de la Corne de l'Afrique, principalement des langues éthiosémitiques comme l'amharique, le tigrigna, le tigré, les langues gouragué et la plupart des langues en Éthiopie. En Érythrée, il est utilisé pour le bilen, qui est une langue couchitique de la branche agew. D'autres langues de la Corne de l'Afrique, comme l'oromo, ont été écrites avec l'alphasyllabaire éthiopien au cours de l'histoire mais le sont maintenant en caractères latins. Il utilise par ailleurs quatre symboles pour les consonnes vélaires labialisées, qui sont des variantes des consonnes vélaires non labialisées.
| Signes de base        | ḳ  | ḫ  | k  | g  |
| Signes de base        | ቀ  | ኀ  | ከ  | ገ  |
| Variantes labialisées | ḳʷ | ḫʷ | kʷ | gʷ |
| Variantes labialisées | ቈ  | ኈ  | ኰ  | ጐ  |

## Phonologie

### Voyelles
- a /æ/ < Proto-sémitique *a; plus tard e
- u /u/ < Proto-sémitique *ū
- i /i/ < Proto-sémitique *ī
- ā /aː/ < Proto-sémitique *ā; plus tard a
- e /e/ < Proto-sémitique *ay
- ə /ɨ/ < Proto-sémitique *i, *u
- o /o/ < Proto-sémitique *aw

Également translittéré en ä, û / û, ī / î, a, ē / ê, e / i, ō / ô.

### Consonnes
Le guèze est translittéré selon le système suivant :
| translit. | h | l | ḥ | m | ś | r | s | sh | ḳ | b | t | ḫ | n | ʾ |
| Guèze     | ሀ | ለ | ሐ | መ | ሠ | ረ | ሰ | ሸ  | ቀ | በ | ተ | ኀ | ነ | አ |

| translit. | k | w | ʿ | z | y | ṣ | g | ṭ | p̣ | ṣ | ḍ | f | p |
| Guèze     | ከ | ወ | ዐ | ዘ | የ | ደ | ገ | ጠ | ጰ | ጸ | ፀ | ፈ | ፐ |

Cependant, du fait que le guèze n'est plus une langue parlée, la prononciation de certaines consonnes n'est pas complètement certaine.

#### Translittération
- Plosives
  - Labiales
    - p ፐ
    - p̣ (p') ጰ
    - b በ

  - Dentales
    - t ተ
    - ṭ (t') ጠ
    - d	ደ

  - Velaires
    - k ከ
    - ḳ (q, k') ቀ
    - g ገ

  - Labiovelaires
    - kw ኰ
    - ḳw (qw, k'w) ቈ
    - gw ጐ

  - Pharyngale ʿ ዐ
  - Glottale ʾ አ
- Fricatives
  - f ፈ
  - s ሰ
  - ṣ ጸ
  - z ዘ
  - ś ሠ
  - ḍ (ṣ́) ፀ
  - ḫ ኀ
  - ḫw ኈ
  - ḥ ሐ
  - h ሀ
- Liquides/Nasales/Glides
  - m መ
  - w ወ
  - n ነ
  - r ረ
  - l ለ

## Transcription du nom en français
La graphie guèze est celle des premiers Européens qui ont fréquenté la cour de Gondar au XIXe siècle comme Antoine d'Abbadie ou Juste d’Urbin. Elle reprend la prononciation du mot en amharique. Depuis les années 1980, les publications scientifiques tendent[réf. nécessaire] à utiliser la transcription ge'ez, plus proche de la langue.
D'autres transcriptions peuvent se rencontrer : gi'iz, gheez, ghez.